# 쓰키가오카역
쓰키가오카역(일본어: 月ヶ岡駅)은 일본 홋카이도 가바토 군 쓰키가타정에 위치한 홋카이도 여객철도 삿쇼 선 (가쿠엔토시 선)의 철도역이다. 단선 승강장 1면 1선의 구조를 갖춘 지상역이었다.

## 역 주변
- 국도 제275호선

## 역사
- 1958년 7월 1일 : 일본국유철도 삿쇼 선의 역으로서 개업. 일반역.
- 1987년 4월 1일 : 일본국유철도 분할 민영화에 의해, 홋카이도 여객철도가 승계.
- 1991년 3월 16일 : 삿쇼 선에 가쿠엔토시 선의 애칭을 설정.
- 1992년 이후 ~ 1998년 이전 : 야채 직매장을 겸한 맞이방이 설치됨.
- 1996년 3월 16일 : 삿쇼 선 중 이 역을 포함한 이시카리토베쓰 역 - 신토쓰카와역 간에 단독 운전 개시.
- 2000년 : 삿쇼 선 중 이 역을 포함한 소엔역 - 이시카리쓰키가타 역 간에 자동 진로 제어 장치를 도입.
- 2020년 5월 7일 : 폐역.

## 인접 역
| 홋카이도 여객철도  | 홋카이도 여객철도 | 홋카이도 여객철도          |
| ------------------ | ----------------- | -------------------------- |
| 나카고야 소엔 방면 | ■ 삿쇼 선         | 지라이오쓰 신토쓰카와 방면 |